# San Vito dei Normanni
San Vito dei Normanni este o comună din provincia Brindisi, regiunea Puglia, Italia, cu o populație de 18.103 locuitori (1 ianuarie 2023) și o suprafață de 67,08 km².

## Demografie
San Vito dei Normanni - evoluția demografică

|  | Graficele sunt indisponibile din cauza unor probleme tehnice. Mai multe informații se găsesc la Phabricator și la wiki-ul MediaWiki. |

Date: Recensăminte sau birourile de statistică - grafică realizată de Wikipedia